# Форшлаг
Форшла́г (нем. Vorschlag, от vor — «перед» и Schlag — «удар») — мелодическое украшение, состоящее из одного или нескольких звуков, предшествующих какому-либо звуку мелодии, и исполняющееся за счёт длительности последующего звука (как правило, в музыке барокко) или предыдущего звука. Форшлаг обозначается мелкой нотой, записанной перед основной. Различают короткий и длинный форшлаг.

## Короткий форшлаг
Короткий форшлаг (аччаккатура) обозначается мелкой перечёркнутой нотой. Исполняется за счёт длительности предшествующей ноты. Может состоять более чем из одной ноты.

Короткий форшлаг

## Долгий (длинный) форшлаг
Долгий (длинный) форшлаг (апподжиатура) обозначается мелкой неперечёркнутой нотой. Исполняется за счёт длительности основной ноты. Независимо от указанной длительности длинного форшлага, она обычно равна половине длительности основной ноты. 

Длинный форшлаг